# Anacroneuria uyara
Anacroneuria uyara és una espècie d'insecte plecòpter pertanyent a la família dels pèrlids.

## Descripció
- Els adults presenten una coloració general marró (els mascles més foscos que les femelles), el cap groc amb taques de color marró fosc al llarg de l'àrea central, les antenes marrons, els palps més clars, les potes marrons, els cercs marrons i el pronot marró amb una franja mitjana groga.
- La placa subgenital de la femella té quatre lòbuls.[5][6]

## Hàbitat
En el seu estadi immadur és aquàtic i viu a l'aigua dolça, mentre que com a adult és terrestre i volador.

## Distribució geogràfica
Es troba a Sud-amèrica: l'Argentina (Entre Ríos) i el Brasil (Santa Catarina, São Paulo i Paranà).